# آرکتیک کول
آرکتیک کول (انگلیسی: Arctic Coal) شرکت معدن آمریکایی است، که در سال ۱۹۰۶ تأسیس شد.